# Viadeo
Viadeo  — вторая в мире профессиональная социальная сеть по количеству зарегистрированных пользователей. В России Viadeo — совместный проект Viadeo Group и Sanoma Independent Media (SIM). Профессиональная социальная сеть была запущена на русском языке в феврале 2012 года. В России Viadeo насчитывает около 1 000 000 пользователей (январь 2015 года). Более 65 миллионов пользователей во всем мире.
Пользователи Viadeo — это предприниматели, менеджеры, специалисты, работающие в самых различных организациях. Viadeo предоставляет широкие возможности для развития карьеры и бизнеса, поиска деловых контактов и сотрудников, а также самопрезентации в деловой среде.
Viadeo был основан Даном Серфати и Тьерри Лунати в 2004 году. Tianji и ApnaCircle вошли в состав Viadeo Group в 2007 г. и 2009 г. соответственно.
Штаб-квартира Viadeo находится в Париже, также есть офисы в Великобритании (Лондон), США (Сан-Франциско), Испании (Мадрид и Барселона), Италии (Милан), Китае (Пекин), Индии (Нью-Дели), Мексике (Мехико) и Сенегале (Дакар); с 2011 года — в Москве.
В компании по всему миру работает 400 сотрудников (данные на январь 2012 года).
.
Сайт представлен на английском, французском, немецком, итальянском, португальском, испанском, русском языках.

## История
В 2003 году Дэн Серфати (выпускник HEC School of Management в Париже) и Тьерри Лунати (выпускник École Centrale в Париже) создают бизнес-клуб Agregator.
Для облегчения контактов между членами клуба создаётся интернет-платформа. Именно в этом контексте появляется Viaduc в 2004 году. В ноябре 2006 года Viaduc становится Viadeo, с целью выйти на международный уровень. Viadeo теперь доступен на шести языках.
С ноября 2006 по август 2007 года, Viadeo получил € 5 млн финансирования со стороны инвесторов AGF Private Equity и Ventech.
В том же году, Viadeo объявила о приобретении Tianji.com — китайской деловой социальной сети.
Через шесть месяцев после покупки Tianji, в июле 2008 года Viadeo приобрела испанского конкурента — ICTnet. Созданная в 1995 году, ICTnet насчитывал 300 000 пользователей и являлся популярным в Южной Америке.
В начале 2009 года Viadeo приобрела индийскую профессиональную сеть социальных услуг, ApnaCircle. ApnaCircle, с 300 000 пользователей в момент приобретения, была основана Yogesh Bansal, а затем к нему присоединился Сбаир Бхатия, один из основателей Hotmail, в качестве члена правления.
13 октября 2009 года, Viadeo объявила о приобретении канадского сайта управления контактами — unyk.com. В то время, unyk насчитывал 16 миллионов аккаунтов по всему миру, и Viadeo стала уступать только LinkedIn с точки зрения общего числа пользователей.
В феврале 2012 году Viadeo вышла на российский рынок совместно с партнёром Sanoma Independent Media.
Головной офис компании находится в Париже и имеет по всему миру 200 сотрудников, с офисами в Лондоне, Мадриде, Барселоне, Милане, Пекине, Дели, Мехико и Монреале, Сан-Франциско, Москве.